# الکسا مید
الکسا مید (به انگلیسی: Alexandra S. Meade) (زادهٔ ۱۹۸۶) یک هنرمند نقاش و چیدمانگر آمریکایی است که بیشتر به دلیل نقاشی‌های پرتره خود بر روی بدن انسان و اشیا بی جان مشهور است. ویژگی نقاشی‌های او این است که عمق را از آن‌ها گرفته و باعث می‌شود هنگام عکس گرفتن از آنها دوبعدی به نظر برسند. بر اثر این کار آنچه باقی می‌ماند عکسی از نقاشی یک شخص است که شخص حقیقی زیر رنگ‌های نقاش پنهان شده‌است. او مفهوم تکنیک کلاسیک ترومپ‌لو‌ی که در آن سعی می‌شود تا یک نقاشی دو بعدی، به صورت سه بعدی و زنده به نظر بیاید را گرفته و آن را بر عکس می‌کند تا یک فضای سه بعدی به یک دو بعدی بدل شود.
او همه چیز صحنه را رنگ می‌کند، آدم، صندلی، غذا، و هر چیزی که در آنجاست در پوششی از رنگ شبیه آنچه در زیر آن است فرومی‌دهد. در یک گفتگوی روشنگرانه، مید توسط تعدادی عکس نتایج شگفت انگیزش را به نمایش می‌گذارد. الکسا مید یک رویکرد نو را در هنر ارائه می‌کند. زندگی برایش بوم و طرح‌های از قبل آماده نیست. در عوض، او یک موضوع را انتخاب می‌کند و سپس آن را رنگ می‌کند؛ به معنای واقعی کلمه.

## ابتدای زندگی و تحصیلات
الکسا مید زاده واشینگتن، دی. سی. و بزرگ شدهٔ چوی چیس، مریلند است. او در کالج واسر و در شهر پکیپسی، نیویورک تحصیل کرده و فارغ‌التحصیل شده از این دانشگاه با مدرک کارشناسی ٬علوم سیاسی در سال ۲۰۰۹ است. وی در ابتدا در راه سیاست قدم گذاشت و کارآموزی برای اعضای کنگره و سناتورها در کپیتال هیل انجام داد. سپس با عنوان معاون مطبوعاتی کمپین سال ۲۰۰۸ باراک اوباما مشغول به کار شد. در سال ۲۰۰۹ وی تصیم گرفت تا هنر را به‌طور حرفه‌ای دنبال کند و برای اینکار مشغول خودآموزی نقاشی در حین ساخت در سبک خاص و امضا شدهٔ خود بود.

## حرفه

### نقاشی‌های جاندار

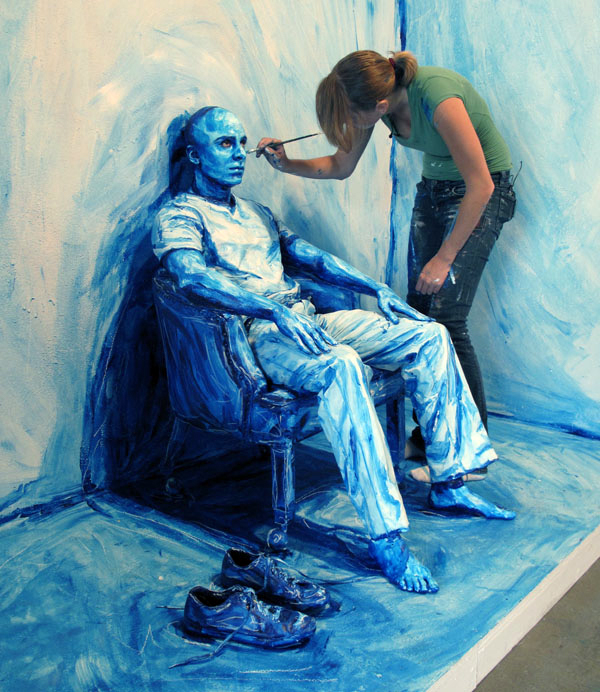
مید در حال نقاشی بر روی یکی از سوژه‌های زنده خود.

سری کارهای نقاشی‌های جاندار مید مجموعه‌ای از پرتره‌های نقاشی‌های مستقیم وی بر روی مدل‌هایش است که با استفاده از رنگ‌های اکریلیک سعی بر تبدیل، خلق و جلوه دادن موضوعات سه بعدی به دو بعدی شده‌است. تنها بخشهایی که رنگ نشده‌اند-معمولاً موها و چشمها- جایی است که یک خطای دید مرز بین هنر و واقعیت را محو می‌کند. هریک از اثرها مجموعه‌ای از هنرهای نقاشی، عکاسی، چیدمان و اجرا را شامل می‌شوند.
در آوریل سال ۲۰۰۹ در کالج واسر الکسا مید شروع به تجربه و آزمایش گذاشتن نقاشی بر روی سایه‌ها شد. پس از آن او درحین کشیدن نقاشی و گذاشتن سایه‌ها و سایه روشن‌ها بر روی بدن دوستش برنی دریافت که می‌تواند کاری کند تا فضای سه بعدی به‌طور دوبعدی به نظر بیاید. پس از فارغ التحصیلی‌اش او به بهبود تکنیک نقاشیش در زیر زمین خانهٔ والدینش و با کار بر روی اجسام بی حرکت مانند گریپ‌فروت، نیمرو و سوسیس پرداخت. او معتقد است که عدم آموزش رسمی هنر بوده است که به او اجازه داده و الهام بخش آن بوده است که با یک ایده یگانه می‌توان بر هر سطحی نقاشی کرد و نقاشی چیزی نیست که الزاماً بایستی بر روی بوم نقاشی انجام شود.
او اولین بار در مارس ۲۰۱۰ و زمانی که نقاشی‌های جاندار وی به طور گسترده‌ای پس از گذاشتن بر روی وبلاگ جیسون کاتکی kottke.org گذاشته شد توجه عموم را به خود جلب کرد. خیلی زود شبکه سی‌ان‌ان و دیگر شبکه‌ها کارهای او را پوشش دادند. وبسایت او از بازدیدهای اندک به آمار تعداد ۳۰٬۰۰۰ بازدید از هر صفحه در روز بعد رسید. معروفترین کار وی در آن زمان ترانزیت (به انگلیسی:Transit) نقاشی‌ای‌ از یک مرد مسن بود که او پیشتر در استودیوی زیر زمین خانه والدینش کشیده و سپس در متروی واشینگتن دی. سی از آن عکس گرفته بود. «گویی که پرتره از دیوارش در موزهٔ گالری ملی پرتره پایین پریده و پا به جهان گوشت و خون گذاشته‌است.» وی سخنرانی ای در کنفرانس TEDGlobal ادینبرو اسکاتلند با نام «بدن تو بوم من است» که شامل پشت صحنه‌های ابتدای کار حرفه‌ای و جزئیات آن بود انجام داد. او رابرت ایروین را، هنرمند اینستالیشن، و بیوگرافی او دیدن فراموش کردن است نام چیزهایی که یک شخص می‌بیند. را الهام بخش آنچه که او دربارهٔ درک از فضا دارد می‌داند.

### نمایشگاه‌ها
کارهای الکسا مید در مؤسسه اسمیتسونین و در گالری ملی پرتره آمریکا در شهر واشینگتن دی. سی و همین‌طور در گالری ساعتچی در لندن، گالری پست مستر در شهر نیویورک، گالری ایوو کم در زوریخ و همچنین در اکسپلوراتوریم در سانفرانسیسکو و نمایشگاه گرند پلس در بخش هنر و در پاریس به نمایش درآمده است. وی همچنین در گالری پیناکوتکت پاریس نیز آثار خود را به نمایش گذاشته‌است. او برای عکاسی در مونیخ آلمان توسط گالری اینگو سوفرت و در پاریس توسط گالری سیسو معرفی شد.

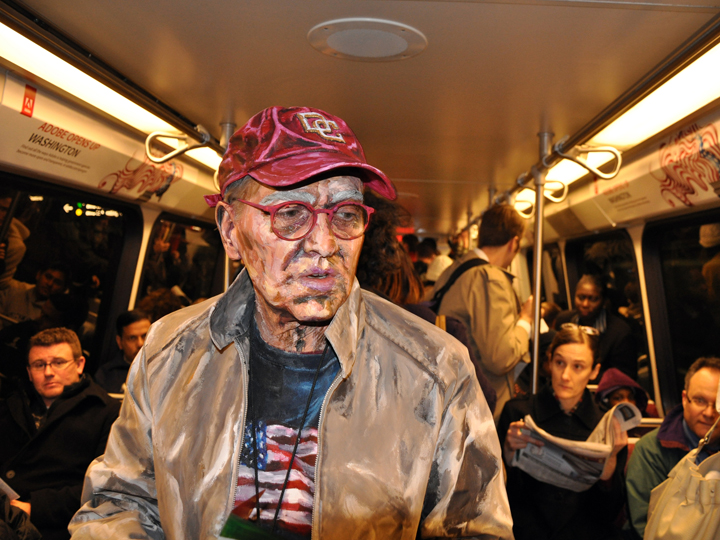
در حال اجرا در متروی واشنگنتن دی. سی

### شیر: چه چیزی از من می‌سازی؟
برای سال ۲۰۱۲ پروژهٔ الکسا/شیلا شیر: چه چیزی از من می‌سازی؟ مید پس از آن نقاشی خود را بر روی بدن بازیگر آمریکایی-ایرانی شیلا وند کشید شیلا در استخری پر از شیر خوابید و در این حین مید از وی عکس می‌گرفت رنگهای روی بدن او به داخل شیر جاری می‌شدند و به‌طور پیوسته به خلق طرح‌هایی اطراف بدن او می‌شدند. الکسا/شیلا سری پروژه شیر را اولین بار در گالری اوان کم و در زوریخ سوئیس به نمایش گذاشتند. برای اجرای زنده هنرمندان وانی را در وسط گالری قرار داده بوند.

### دیگر پروژه‌ها
در سال ۲۰۱۳ مینی کوپر مأموریتی را به الکسا مید داد تا یک ماشین و مدل‌هایی را در یکی از چهار راه‌های پر رفت‌وآمد شهر توکیو نقاشی کند. در سال ۲۰۱۴ او به همراه موسیقیدان آویچی و دیگران پیوست تا بخشی از پروژه کارزار جین و عرضه باشد. به عنوان بخشی از این پروژه او یک کار عمومی هنر چیدمان بزرگ را در شهرهای مادرید، سنتامونیکا و تورنتو انجام داد. در سپتامبر ۲۰۱۵ او اولین هنرمند مقیم در مؤسسه پریمتر و در واترلو، انتاریو بود.
او اثری از دو فیزیکدان خلق کرد که در حال تعامل در زمان واقعی و در مقابل یک تخت سیاه سه بعدی بودند. او همچنین در سال ۲۰۱۵ اعلام داشت که پروژه‌ای از کارهای جدید خود را با همکاری با شعبده باز آمریکایی دیوید بلین انجام خواهد داد. در سمپوزیم Q3 و سخنرانی دربارهٔ صلح و امنیت در عصر کوانتوم
که در شهر سیدنی، استرالیا و در فوریهٔ ۲۰۱۶ انجام گرفت مید به جمع دانشمندان و فیزیکدانان پیوست تا دربارهٔ پیامدها و مفاهیم اخلاقی، فلسفی در رابطه با رایانه کوانتومی، ارتباط و حس آگاهی به مباحثه بپردازد.